# CCL11
CCL11 (englisch CC-chemokine ligand 11) ist ein Zytokin aus der Familie der CC-Chemokine.

## Eigenschaften
CCL11 ist an Entzündungsprozessen beteiligt. Es ist chemotaktisch für Eosinophile. CCL11 bindet an CCR2, CCR3 und CCR5.
Bei Untersuchungen zu neuroinflammatorischen Prozessen im Zentralnervensystem zeigte sich, dass CCL11 die Mikroglia-Zellen aktivieren und in einen neurotoxischen Zustand überführen kann. Aktivierte Mikrogliazellen hemmen die Neurogenese und unterdrücken die Myelin-bildenden Oligodendrozyten, was zu demyelinisierenden Prozessen führen kann. CCL11 wurde direkt mit Altern und verminderter Neurogenese assoziiert. Es wird ein Zusammenhang mit Aufmerksamkeitsstörungen, Gedächtnisstörungen und Fatigue im Rahmen von Long COVID, nach Grippeinfektionen und anderen viralen Infektionen vermutet, bei denen CCL11 möglicherweise als Biomarker in Frage kommt, da in präklinischen Studien erhöhte Serumspiegel gefunden wurden.